# Naver
Naver (tiếng Hàn: 네이버, /nəvɛ́:r/) là một nền tảng trực tuyến của Hàn Quốc được điều hành bởi Naver Corporation. Được ra mắt lần đầu năm 1999, Naver vốn là cổng thông tin điện tử đầu tiên tại Hàn Quốc, sau đó được phát triển thành một công cụ tìm kiếm riêng. Đây cũng là nhà điều hành đầu tiên trên thế giới ra mắt tính năng tìm kiếm toàn diện, tính toán các kết quả tìm kiếm từ nhiều danh mục tìm kiếm khác nhau và trình bày chúng trong một trang duy nhất. Từ đó, Naver cũng đã xây dựng thêm vô số các dịch vụ từ cơ bản như e-mail, tin tức đến nền tảng trực tuyến Q&A đầu tiên trên thế giới Knowledge iN.
Tháng 9 năm 2017, công cụ tìm kiếm của Naver đã xử lý 74,7% tất cả các lượt tìm kiếm trên các trang web ở Hàn Quốc và có 42 triệu người dùng đã đăng ký dịch vụ. Hơn 25 triệu người Hàn Quốc cài đặt Naver là trình duyệt web mặc định, đồng thời ứng dụng di động có 28 triệu lượt truy cập mỗi ngày. Naver cũng đã vinh dự được gọi là 'Google của Hàn Quốc'.

## Lịch sử
Naver đã được sáng lập vào tháng 6 năm 1999 và là cổng thông tin tìm kiếm đầu tiên tại Hàn Quốc với một công cụ tìm kiếm tự phát triển. Tháng 8 năm 2000, Naver bắt đầu dịch vụ tìm kiếm toàn diện, cho phép người dùng nhận được số lượng rất lớn các kết quả chỉ sau một lần truy cập tìm kiếm trên một trang, tự sắp xếp thành các thể loại gồm: blog, website, hình ảnh, quán cafe,... tính năng này thậm chí đi trước cả Google khi đến 5 năm sau, Google mới ra mắt tính năng "tìm kiếm toàn cầu" tương tự.
Trong những ngày đầu hoạt động, Naver chỉ có một lượng rất ít các trang web tiếng Hàn có sẵn. Để khắc phục vấn đề này, Naver đã trở thành người tiên phong đầu tiên trong việc cho người dùng tự tạo nội dung qua việc tạo ra dịch vụ 'Knowledge iN (Hangul: 네이버 지식인)'. Với Knowledge iN, người dùng có thể đặt câu hỏi về bất kỳ chủ đề nào và chọn câu trả lời hay nhất trong số các câu trả lời do người dùng khác cung cấp, đồng thời có thể trao điểm cho người dùng đưa ra nó. Knowledge iN ra đời sớm hơn 3 năm so với dịch vụ tương tự 'Yahoo! Answers' của Yahoo!, và hiện đã sở hữu dữ liệu khổng lồ với hơn 200 triệu câu trả lời.
Qua các năm, Naver vẫn được mở rộng không ngừng. Trang web cho ra mắt dịch vụ truyện tranh trực tuyến 'Webton' vào năm 2004 và dịch vụ blog cá nhân vào năm 2005. Từ năm 2005 đến năm 2007, Naver mở rộng dịch vụ tìm kiếm đa phương tiện, bao gồm tìm kiếm nhạc và video giống với công cụ tìm kiếm điện toán di động.

## Junior Naver
Junior Naver (Tiếng Hàn: 주니어 네이버), còn có tên gọi khác Juniver (Tiếng Hàn:쥬니버), là một cổng thông tin tìm kiếm được lập riêng cho trẻ em giống với Yahoo! Kids. Junior Naver bao gồm các dịch vụ ảnh đại diện, nội dung giáo dục, câu đố, video, hỏi đáp, và gia sư hướng dẫn giải bài tập. Junior Naver sử dụng một nhóm chuyên gia và các nhà giáo dục nhằm lọc ra nội dung độc hại, đảm bảo môi trường internet an toàn cho trẻ em. Kể từ khi các đối thủ Daum Kids và Yahoo Kids đóng cửa, Junior Naver trở thành cổng thông tin trực tuyến duy nhất dành cho trẻ em tại Hàn Quốc.

## Naver Webtoon
Naver Webtoon (Tiếng Hàn: 네이버 웹툰) là một nền tảng truyện tranh trên web, nơi người dùng có quyền truy cập miễn phí vào nhiều webtoon được tạo bởi các nghệ sĩ chuyên nghiệp. Họ cũng có thể trả tiền cho nhà xuất bản để xem truyện tranh và tiểu thuyết trực tuyến. Naver cũng có một phần 'Challenge' cho phép những người nghiệp dư đăng và quảng bá tác phẩm của chính họ.

## Naver Cafe
Naver Cafe (Tiếng Hàn: 네이버 카페) là dịch vụ cho phép người dùng Naver tạo cộng đồng internet cho riêng mình. Có 10.5 triệu quán cafe hoạt động tính đến tháng 5 năm 2017.

## Naver Blog
Naver Blog (Tiếng Hàn: 네이버 블로그) khởi đầu với cái tên 'paper' vào tháng 6 năm 2003, và phát triển thành 'blog' vào tháng 10 năm 2003. It had 23 million users as of April 2016.

## Naver TV Cast
Naver TV Cast là mạng phát sóng qua web, chủ yếu cung cấp các trang web drama, được phân phối bởi Naver.

## Knowledge IN
Knowledge iN (Tiếng Hàn:지식인), tên chính thức Knowledge Search (Tiếng Hàn:지식검색), là một nền tảng trực tuyến Q&A ra mắt vào tháng 10 năm 2002. Công cụ cho phép người dùng đặt câu hỏi và nhận được các câu trả lời từ những người dùng khác. Knowledge iN là ví dụ điển hình cho loại hình người dùng cung cấp nội dung nhằm mở rộng thông tin khả dụng trên trang web, đặc biệt là các thông tin bằng Tiếng Hàn. Bradley Horowitz, phó chủ tịch chiến lược sản phẩm tại Yahoo!, đã lấy nguồn cảm hứng từ Knowledge iN xây dựng nên Yahoo! Answers, ứng dụng ra mắt sau 3 năm kể từ khi Naver tung ra bản gốc.
Knowledge IN có các đề mục sau:
- Knowledge Q&A - Cho phép đặt các câu hỏi chung về mọi vấn đề và nhận câu trả lời từ người dùng khác.
  - Giáo dục, nghiên cứu
  - Liên lạc, điện tử
  - Game
  - Giải trí, mĩ thuật
  - Cuộc sống (cuộc sống hằng ngày)
  - Sức khoẻ
  - Trật tự, xã hội
  - Kinh tế
  - Du lịch
  - Thể thao
  - Mua sắm
  - Local Q&A - cho phép người dùng hỏi về các thông tin nội địa như nhà hàng tốt, cửa hàng rẻ, bất động sản,...
  - Agony Q&A - tư vấn người dùng các vấn đề trong các mối quan hệ, tình cảm, sự nghiệp và giới tính (bao gồm cả các chức năng ẩn danh). Trong khi các đề mục khác chỉ đưa ra những câu trả lời hiển nhiên, Agony Q&A hướng người dùng tới những lời khuyên hữu ích.
  - Juniver Q&A - trả lời câu hỏi cho trẻ em.
- People - những người đưa ra nhiều câu trả lời nhất ở từng lĩnh vực.
- Best questions - các câu hỏi có lượt truy cập nhiều nhất.
- Open Dictionary - là cơ sở dữ liệu từ các bài viết chứa các thông tin của người dùng. Người dùng có thể tạo bài viết một mình hoặc cũng có thể cho phép người dùng khác cùng đóng góp bằng cách tạo một chuỗi bài viết về cùng một chủ đề. Người dùng cũng có thể thêm câu trả lời của riêng mình từ Knowledge Q&A vào Open Dictionary.